# Beautiful Soul
Albums de Jesse McCartney
Live: The Beautiful Soul Tour
(2005)
Beautiful Soul est le premier album solo sorti en 2004 de l'acteur-chanteur Jesse McCartney. Cet album a eu du succès aux États-Unis et en Italie avec la chanson Beautiful Soul.

## Liste des titres
| No  | Titre                                                                | Durée |
| --- | -------------------------------------------------------------------- | ----- |
| 1.  | She's No You                                                         | 3:35  |
| 2.  | Beautiful Soul                                                       | 3:35  |
| 3.  | Get Your Shine On                                                    | 3:12  |
| 4.  | Take Your Sweet Time                                                 | 4:05  |
| 5.  | Without U                                                            | 3:12  |
| 6.  | Why Don't You Kiss Her?                                              | 3:23  |
| 7.  | That Was Then                                                        | 3:45  |
| 8.  | Come to Me                                                           | 3:50  |
| 9.  | What's Your Name?                                                    | 3:32  |
| 10. | Because You Live                                                     | 3:19  |
| 11. | Why is Love So Hard to Find?                                         | 4:10  |
| 12. | The Stupid Things                                                    | 3:37  |
| 13. | Good Life (Hidden)                                                   | 3:20  |
| 14. | Sans titre (Titre bonus au RU)                                       | 3:13  |
| 15. | Best Day of My Life                                                  |       |
| 16. | The Stupid Things (Version acoustique) (Titre Bonus au Japon/Taiwan) |       |